# Charles Lemaire

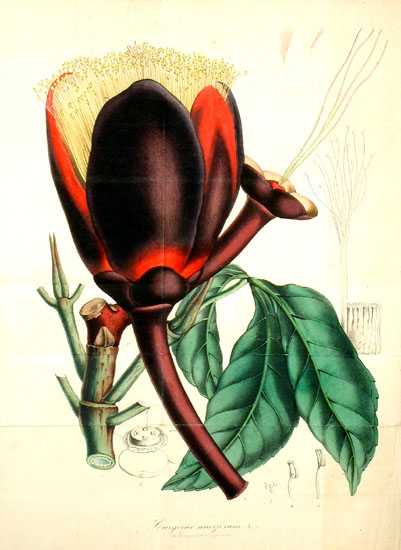
Ilustración de un libro de Charles Lemaire.

Charles Antoine Lemaire (París, 1 de noviembre de 1800 - París, 22 de junio de 1871) fue un botánico, escritor y pteridólogo francés, especialista en las cactáceas.

## Biografía
Fue hijo de Antoine-Charles Lemaire y de Marie-Jeanne Davio. Recibió una excelente educación temprana y adquirió reputación de ser un escolar de calidad. Estudió en la Universidad de París y comenzó su carrera como profesor de literatura clásica, donde descubrió su pasión por la botánica.
Se desarrolló como especialista de Cactaceae, familia sobre la cual escribió numerosos libros; asimismo, describió y nombró muchos géneros y especies, como Schlumbergera. Su carrera de botánico la desarrolló en París, donde publicó Jardin fleuriste y L'horticulteur universel en 1835. Partió a Bélgica en 1845 y publicó Flore des serres et des jardins de l’Europe, además de L'illustration horticole.
Hizo notables mejoras en ilustrar sus textos, en especial su monografía exhaustiva sobre la familia de las Cactaceae: Iconographie descriptive des cactées, originalmente publicada entre 1841 y 1847, y reeditada en 1993, pues estaba agotada.

## Algunas publicaciones
- Cactearum aliquot novarum, 1838

- Cactearum genera nova speciesque novae, 1839

- Iconographie descriptive des cactées, 1841-1847

- «Les Cactées. Histoire, patrie, organes de végétation, inflorescence, culture, etc.» par Ch. Lemaire, Professeur de Botanique, rédacteur de l’Illustration horticole à Gand. París, Librairie agricole de la Maison rustique, 1868

- Les plantes grasses, 1869

## Honores

### Eponimia
género botánico
- Lemaireocereus Britton & Rose 1909
- Maireana Moq. 1840

Especies botánicas
- (Anacardiaceae) Sorindeia lemairei De Wild. 1914
- (Cactaceae) Echinocactus lemairei Monv. ex Lem. 1838
- (Cactaceae) Melocactus lemairei Miq. 1841
- (Campanulaceae) Diastatea lemairei E.Wimm. 1953
- (Rutaceae) Zanthoxylum lemairei (De Wild.) Waterman 1975